# Almaraz de Duero
Almaraz de Duero es un municipio y lugar español de la provincia de Zamora, en la comunidad autónoma de Castilla y León. Cuenta con una población de 397 habitantes (INE 2024).

## Toponimia
Almaraz podría tener origen árabe, al-mahrat, ‘tierra labrada’, es decir, labrantío. Hasta principios del siglo XX se conocía como Almaraz del Pan, al igual que el resto de pueblos de la comarca zamorana de la Tierra del Pan.

## Geografía física

### Ubicación
Se encuentra situado a escasos 19 km de Zamora, la capital provincial, y con acceso desde esta última a través de la denominada carretera de Almaraz. Su casco urbano se encuentra asentado a lo largo de un arroyo que la divide en dos partes unidas por pontones.
El término municipal linda al norte con Zamora, al sur y este con el río Duero y, por último, al oeste con Muelas del Pan y Villaseco del Pan, de los que dista poco más de cinco y siete km respectivamente. Al otro lado del Duero, pero sin carretera que les una directamente, se encuentra el municipio de Pereruela y su pedanía San Román de los Infantes, ambos ya de la comarca de Sayago.
| Noroeste: Muelas del Pan | Norte: Zamora  | Noreste: Zamora    |
| Oeste: Villaseco del Pan |                | Este: Pereruela    |
| Suroeste: Pereruela      | Sur: Pereruela | Sureste: Pereruela |

### Orografía
Cuenta con una orografía ligeramente accidentada, como los llamados «Infiernos de Almaraz», y zonas más llanas en las que tradicionalmente se cultivan cereales.

### Clima
Almaraz tiene un clima mediterráneo continental con inviernos fríos y veranos cálidos. Las lluvias se concentran principalmente en dos épocas del año, la primavera y el otoño, habiendo por el contrario una marcada sequía estival.

## Historia
En la prehistoria estas zonas estuvieron pobladas como lo atestiguan los restos de asentamientos prerromanos cercanos al pueblo. Prueba de ello lo es también el santuario rupestre de San Pelayo, lugar sagrado en épocas prehistóricas con interesantes marcas zoomorfas talladas en la roca así como cenotes y otros vestigios.
Almaraz estuvo poblado con anterioridad a la llegada de los romanos, posiblemente por el pueblo vacceo, al igual que otras zonas del valle del Duero. El paraje de El Castillo es uno de los posibles asentamientos, en el que se han encontrado utensilios y restos cerámicos de época prerromana y romana, por lo que pudo ser un castro romanizado.
Durante la dominación romana se debieron explotar ampliamente las diversas minas que se encuentran repartidas por su término municipal y de las que aún perduran diversos testimonios visibles y otros restos como monedas y cerámica. Los diversos restos encontrados atestiguan que el actual emplazamiento del pueblo coincide en buena medida con los asentamientos antiguos, previos a la reconquista, situados en diversos parajes como El Castillo, La Cadilla, El Tesoro, La Pedrera, Los Ochavos, Santa Cecilia y San Pelayo.
La primera mención escrita de Almaraz está registrada en 1 de octubre de 1175, cuando Pedro Pérez y Fernando Cídiz, dueños de los terrenos de Almaraz, y el rey Fernando II de León dan un fuero a los pobladores de Almaraz. Posteriormente, por decisión de Alfonso IX de León, Almaraz pasó a convertirse en un señorío eclesiástico dependiente del obispo de Zamora. Éste otorgó a inicios del siglo XIII nuevos fueros a la localidad, que continuó integrada en lo eclesiástico en la Diócesis de Zamora y en lo civil en el Reino de León.
En 1833, al crearse las actuales provincias, Almaraz fue encuadrado en la provincia de Zamora, dentro de la Región Leonesa, si bien esta última carecía de cualquier tipo de competencia u órgano común a las provincias que agrupaba, teniendo un mero carácter clasificatorio, sin pretensiones de operatividad administrativa.
Hasta la reforma de la nomenclatura municipal de 1916 el municipio se llamaba simplemente Almaraz. En dicha fecha su nombre fue modificado por el de Almaraz de Duero. Tras la constitución de 1978, y la diversa normativa que la desarrolla, Almaraz pasó a formar parte en 1983 de la comunidad autónoma de Castilla y León, en tanto municipio adscrito a la provincia de Zamora.

## Demografía
Cuenta con una población de 397 habitantes (INE 2024).
| Gráfica de evolución demográfica de Almaraz de Duero entre 1842 y 2021                                                |
| |
| Población de derecho según los censos de población del INE. Población de hecho según los censos de población del INE. |

## Economía
Sus habitantes se dedican a la agricultura, la ganadería y el sector servicios. Otros trabajan en Zamora, aprovechando la cercanía de esta localidad a la capital provincial.
Almaraz cuenta con varios servicios como consultorio médico, supermercados, bares, panadería, farmacia, residencia de ancianos municipal, línea regular a Zamora, etc.
En el verano de 2011 se han inaugurado tres apartamentos turísticos de gestión municipal, que pretende aprovechar los recursos turísticos de su término, ya que en este municipio comienzan los Arribes del Duero, justo donde se encuentra la «cascada de Las Pilas» y es también conocido por el paraje de «Los Infiernos», lugar en el que encuentra el «puente de Joyalada» del siglo XVII.

## Símbolos
El ayuntamiento de Almaraz de Duero, mediante Acuerdo de 2 de diciembre de 2010, aprobó el escudo y la bandera municipal de esta localidad, siendo la descripción de los mismos:
- Escudo cortado. Primero de gules, con siete cruces llanas de plata, puestas en palo, dos, dos, dos y una. Segundo, de blanco, con un manojo de tres espigas de oro. Entado en punta de ondas de plata y azur. Timbrado de la corona real abierta.
- Bandera cuadrada de dimensiones 1:1 con cuatro bandas horizontales que serán de arriba abajo en el siguiente orden y colores: 1.ª rojo carmesí, 2.ª sinople, 3.ª blanco y 4.ª rojo carmesí. El escudo irá al centro de la bandera entre las franjas sinople y blanca.

## Administración y política

### Elecciones municipales
| Partido político                         | 2019    | 2019  | 2019       | 2015    | 2015  | 2015       | 2011    | 2011  | 2011       | 2007    | 2007  | 2007       | 2003    | 2003  | 2003       |
| Partido político                         | Votos   | Votos | Concejales | Votos   | Votos | Concejales | Votos   | Votos | Concejales | Votos   | Votos | Concejales | Votos   | Votos | Concejales |
| Ahora Decide                             | 73,01 % | 212   | 6          | 80,46 % | 247   | 6          | -       | -     | -          | -       | -     | -          | -       | -     | -          |
| Partido Socialista Obrero Español (PSOE) | 4,38 %  | 14    | 0          | 3,58 %  | 11    | 0          | 73,95 % | 230   | 6          | 73,89 % | 232   | 6          | 84,92 % | 276   | 7          |
| Partido Popular (PP)                     | 20,34 % | 59    | 1          | 13,03 % | 40    | 1          | 23,15 % | 72    | 1          | 21,66 % | 68    | 1          | 11,38 % | 37    | 1          |

## Cultura

### Patrimonio

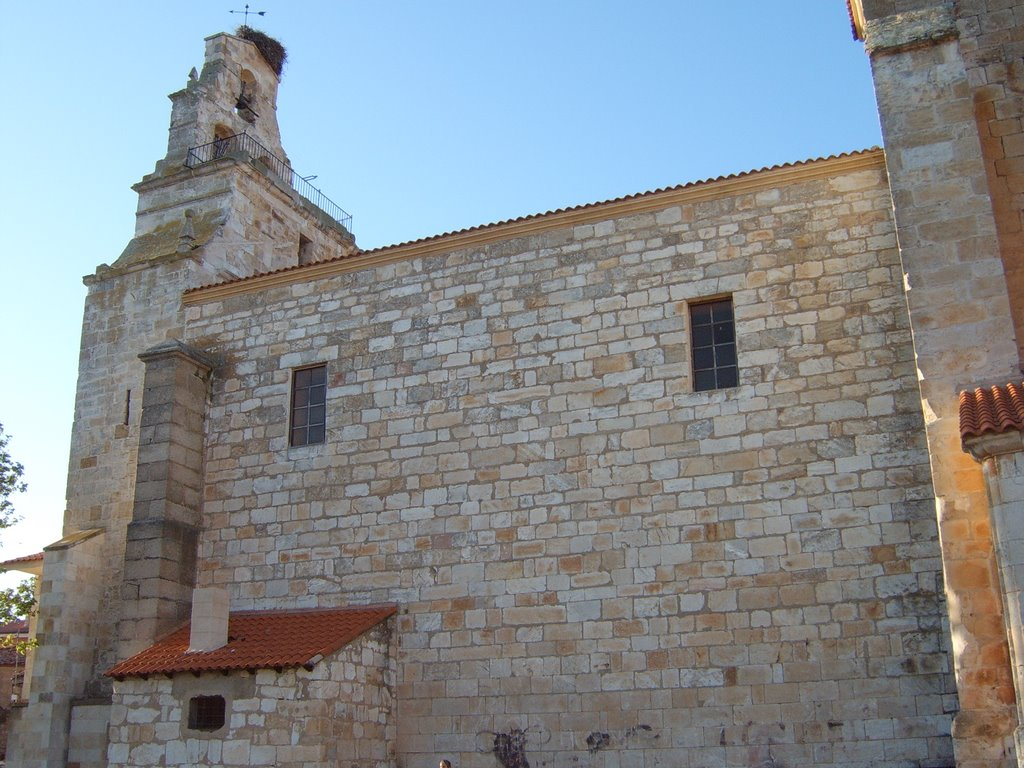
Iglesia parroquial de Almaraz de Duero

Almaraz contó con un rico patrimonio, en el que destacó la iglesia de la que se dice llegó a contar con cinco altares. Además, en su término municipal llegaron a existir cuatro ermitas y también contó con varias cofradías. Actualmente, cuenta con la presencia del siguiente patrimonio:
- Iglesia parroquial de la Transfiguración del Señor o El Salvador que data del siglo XVI aunque construida sobre una anterior románica.
- Santuario rupestre llamado de San Pelayo, situado junto a las ruinas de una antigua ermita del siglo XV dedicada a San Gregorio Nacianceno y a la que se acudía en romería el día 9 de mayo.
- Fuente romana en el centro de la localidad y antiguas minas de estaño repartidas por todo el término.
- Diversas aceñas y construcciones de arquitectura pastoril.
- Las ruinas del poblado minero que se construyó junto a la orilla del río para evitar el desplazamiento diario de los trabajadores a la mina de estaño.[20]

### Fiestas
Celebra sus fiestas patronales el sábado más cercano al 9 de mayo, día de San Pelayo, y el fin de semana próximo al 6 de agosto, día de El Salvador.